# バック・ストリート・クローラー
バック・ストリート・クローラー（Back Street Crawler）は、1975年にアトランティック・レコード（アーメット・アーティガンの好意で）と契約を交わした、ギタリストのポール・コゾフ（元フリー）によって結成されたブルースとロック・ミュージシャンによるグループである。バンド名は、コゾフのソロ・アルバム『バック・ストリート・クロウラー』から取っている。テリー・ウィルソン、マイク・モンゴメリー、トニー・ブロウネイジェルは、短命バンドの「ブロンツ (Bloontz)」で一緒に演奏しており、1973年にリリースされた彼らの唯一のアルバムには、マイク・モンゴメリーの曲「Jason Blue」や、バック・ストリート・クローラーのアルバム『バンド・プレイズ・オン』でフィーチャーされることとなる「The Band Plays On」の別バージョンが収録されていた。

## 略歴
バンドの進歩は、世間に公表されたポール・コゾフの薬物依存によって、常に影を落とされることとなった。彼の薬物依存は広く知れわたっていた。最終的に、麻薬への中毒が彼に終焉をもたらしてしまう。
アルバム『バンド・プレイズ・オン』のセッションを終了する前に、ヘッドライナーとしてのツアーが1975年5月と6月にイギリスで行われた。アルバムをプッシュするために、さらに一連のライブ日程が発表された。しかし、コゾフが胃潰瘍になり、これらのショーは縮小されることとなった。治療を受けている間に、コゾフの状態は悪化し、心停止を起こしたりもしている。11月になり、リヴァプール、グラスゴー、ニューカッスル、ロンドンにて、4つのライブ・コンサートが行われた。
キーボード奏者のマイク・モンゴメリーはすぐにバンドを脱退し、1976年初頭にアメリカでのコンサートのためにジョン・"ラビット"・バンドリックが代わって加入したものの、再び、ギタリストでありながら指を折るなど、コゾフ側の健康問題によって、多数のショーがキャンセルされた。
バンドは、ニューヨークとロサンゼルスのさまざまなスタジオにて、音楽プロデューサーのグリン・ジョンズと共同でセカンド・アルバムの制作を開始した。セッション・ミュージシャンであるW・G・スナッフィー・ウォルデンがギターの大部分をテープに提供したことで、コゾフは明らかに心を痛めていたが、その後はほとんど完成したトラックを自身のギターでリードした。ウォルデンは1976年2月にコゾフ不在の状況下でライブを行った。それからコゾフが再びギタリストの地位を取り戻したため、バンドはウェスト・ハリウッドのスターウッドで、4本のショーのヘッドライナーを務めた。ショーが行われている中、ロサンゼルス・フォーラムに出演していたバッド・カンパニーが、バック・ストリート・クローラーのステージに2晩参加した。1976年3月3日のステージを共にした最後の夜は、ポール・コゾフとバック・ストリート・クローラー双方にとっても最終公演となった。
1976年4月25日にAC/DCをサポートする英国ツアーが始まるようセッティングされていた。だが、3月19日、ロサンゼルスからニューヨークへの夜間フライトの間に、ポール・コゾフは脳浮腫と肺水腫によって死亡した。コゾフの死後、「クローラー」名義でバンドは続けられた。

## メンバー
- ポール・コゾフ (Paul Kossoff) - ギター
- テリー・スレッサー (Terry Slesser) - リード・ボーカル
- テリー・ウィルソン (Terry Wilson) - ベース、ギター
- トニー・ブロウネイジェル (Tony Braunagel) - ドラム、ボーカル
- マイク・モンゴメリー (Mike Montgomery) - キーボード、ボーカル
- ジョン・"ラビット"・バンドリック (John 'Rabbit' Bundrick) - キーボード、ボーカル

## ディスコグラフィ

### スタジオ・アルバム
- 『バンド・プレイズ・オン』 - The Band Plays On (1975年)
- 『2番街の悲劇』 - 2nd Street (1976年)